# Académie tunisienne des sciences, des lettres et des arts

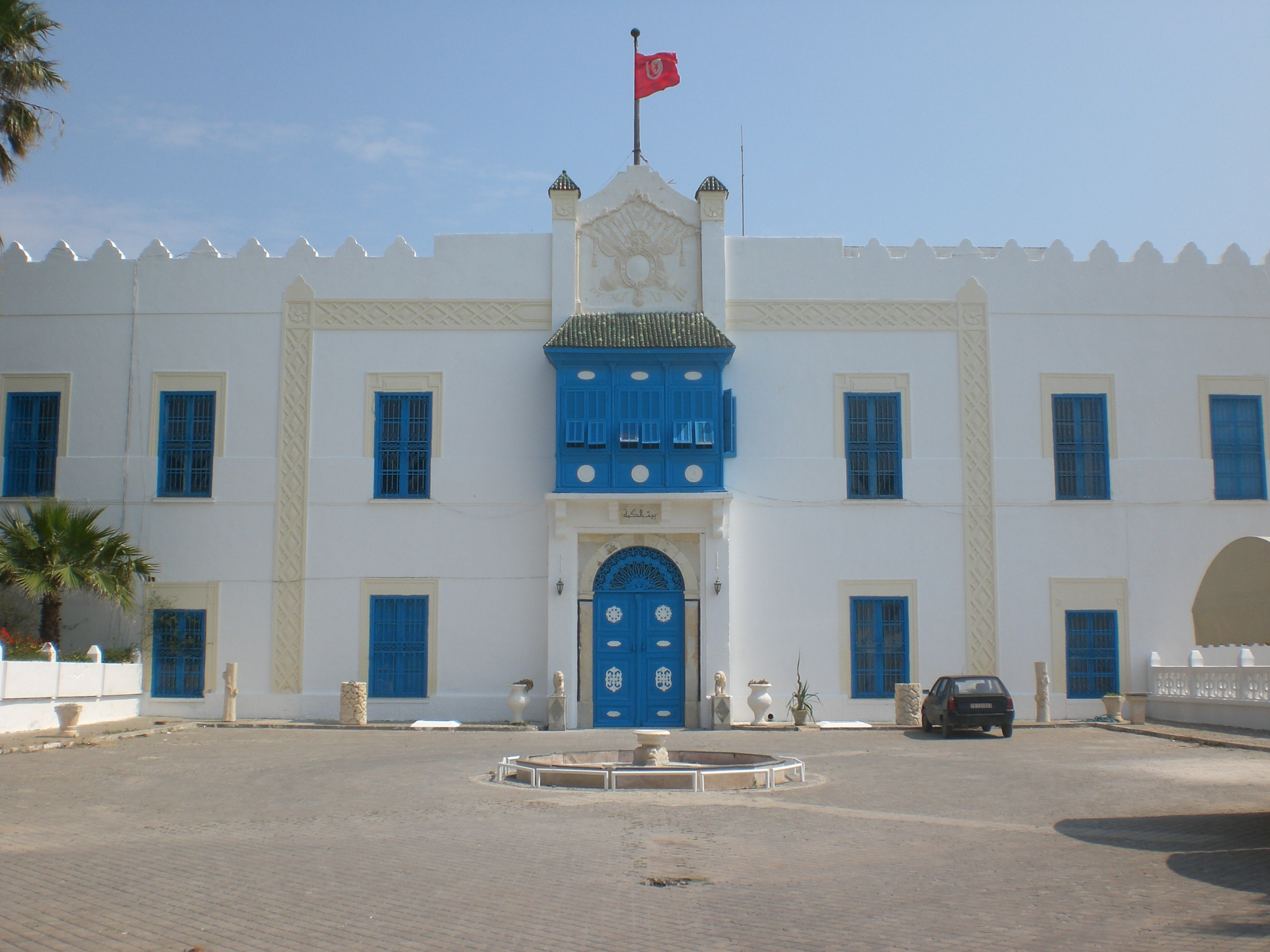
Vue du palais Zarrouk, siège de l'académie.

L'Académie tunisienne des sciences, des lettres et des arts, autrement connue sous le nom de Beït El Hikma, est une fondation tunisienne fondée en 1983.
De nos jours, elle accueille les plus fameux écrivains et intellectuels de Tunisie, comme Mohamed Talbi et Mnaouar Smadah. En outre, l'organisation est le plus grand éditeur de recherches scientifiques et de thèses du pays.
Son siège, offert par l'État, est le palais Zarrouk situé au numéro 25 de l'avenue de la République à Carthage.

## Historique
Le but initial de la création de l'académie est de commémorer l'époque des maisons de la sagesse ainsi que de faire revivre l'institution fondée au IXe siècle à Kairouan.
La fondation est élevée par une loi de 1996 au statut d'entreprise publique à caractère non administratif, dotée de la personnalité civile et de l'indépendance financière, et dénommée Académie tunisienne des sciences, des lettres et des arts « Beït al-Hikma ».

## Composition

### Direction
L'institution a été successivement présidée par les personnalités suivantes :
- 1983-1987 : Ahmed Abdessalem (ar)
- 1987-1991 : Azedine Beschaouch
- 1991-1995 : Saâd Ghrab (ar)
- 1995-2011 : Abdelwahab Bouhdiba
- 2011-2012 : Mohamed Mahjoub (ar)[7]
- 2012-2015 : Hichem Djaït[8]
- 2015-2021 : Abdelmajid Charfi[9]
- depuis 2021 : Mahmoud Ben Romdhane[10]

### Conseil académique
Mohamed Talbi est nommé président du Conseil académique pour l'année 2011.

### Conseil scientifique
Le Conseil scientifique est créé en 2011. Les candidatures sont à déposer pour septembre 2011, l'élection étant prévue en octobre de la même année ; les candidats doivent être des professeurs d'université.
En décembre 2023, la composition du conseil est la suivante.

#### Membres actifs résidents en Tunisie
- Mohamed Salah Abbassi : microbiologie[13]
- Chedly Abdelly : biologie végétale[13]
- Hafedh Abdelmlak : sciences biologiques, physiologie, nanosciences et sciences vétérinaires[13]
- Kahéna Attia : cinéma[14]
- Jelloul Azzouna : roman[15]
- Jalila Baccar : théâtre[14]
- Alia Baccar Bournaz : littérature française[15]
- Raja Bahri Yassine : langue et littérature espagnole[15]
- Ali Baklouti : mathématiques[13]
- Samir Becha : musique[14]
- Faïka Béjaoui : architecture[14]
- Sadok Belaïd : droit constitutionnel[16]
- Emna Belhadj Yahia : roman[15]
- Amor Belhedi : géographie[16]
- Moncef Ben Abdeljelil : études arabo-islamiques[17]
- Yadh Ben Achour : droit constitutionnel[16]
- Taoufik Ben Ameur : civilisation arabo-islamique[17]
- Hichem Ben Ammar : cinéma[14]
- Hamadi Ben Jaballah : philosophie[15]
- Zohra Ben Lakhdar Akrout : physique[13]
- Mustapha Besbes : hydrologie[13]
- Azedine Beschaouch : épigraphie[16]
- Habib Bida : arts plastiques[14]
- Férid Boughedir : cinéma[14]
- Habiba Bouhamed Chaabouni : génétique humaine[13]
- Mohamed Bouhlel : théologie[17]
- Rafik Boukhris : endocrinologie[13]
- Mongi Bourgou : géographie[16]
- Abdelmajid Charfi : civilisation islamique[17]
- Faouzia Charfi : physique et sciences humaines[16]
- Mohamed Slaheddine Cherif : langue et littérature arabe[15]
- Mohamed Chtioui : civilisation arabo-islamique[17]
- Sihem Debbabi Missaoui : civilisation arabo-islamique[17]
- Mehdi Mahmoud Dellagi : architecture[14]
- Mohamed El Ayeb : immunologie[13]
- Amel Elgaaïed Ben Ammar : immunologie[13]
- Hmida Ennaifer : islamologie[17]
- Mahmoud Guettat : musique[14]
- Mounir Fendri : langue et littérature allemande[15]
- Mohamed Kameleddine Gaha : littérature et civilisation française[15]
- Khaled Ghedira : informatique et mathématiques appliquées[13]
- Abdelhamid Hassairi : mathématiques[13]
- Mohamed Hassen : histoire[16]
- Abdelhamid Hénia : histoire contemporaine[16]
- Fadhel Jaïbi : théâtre[14]
- Anouar Jarraya : biochimie[13]
- Bassem Jmal : civilisation arabo-islamique[17]
- Souad Chouk Kamoun : gestion des systèmes d'information[13]
- Mohamed Kerrou : anthropologie[16]
- Mounir Khélifa : langue et littérature anglaise[15]
- Ali Louati : littérature et écriture dramatique[15]
- Mehdi Mabrouk : sciences sociales[16]
- Ezzedine Madani : écriture théâtrale[15]
- Faouzi Mahfoudh : histoire et archéologie[16]
- Mohamed Mahjoub (ar) : philosophie[16]
- Ammar Mahjoubi : histoire[16]
- Mabrouk Manaï : poésie et littérature arabe[15]
- Ahmed Marrakchi : ingénierie électronique[13]
- Mohamed Habib Marzouki : philosophie islamique[17]
- Samir Marzouki : littérature et civilisation française[15]
- Anis Meddeb : histoire de la musique[14]
- Kalthoum Meziou Douraï : droit[16]
- Moez Mrabet : théâtre[14]
- Abdessalem Mseddi : linguistique[16]
- Mustapha Kamel Nabli : sciences économiques[16]
- Mélika Ouelbani : philosophie[16]
- Moncef Ouhaïbi : poésie et littérature arabe[15]
- Nejia Ourimi : civilisation arabo-islamique[17]
- Jaleleddine Saïd : philosophie[16]
- Abdeljalil Ben Salem : théologie[17]
- Hammadi Sammoud : langue et littérature arabe[15]
- Mahmoud Tarchouna : littérature comparée[15]
- Abdeljelil Temimi : histoire[16]
- Fathi Triki : philosophie[16]
- Rachida Triki : philosophie et esthétique[14]
- Samir Triki : arts plastiques[14]

#### Membres associés
- Ridha Arem : endocrinologie[13]
- Fethi Benslama : psychanalyse[16]
- Larbi Bouguerra : chimie[13]
- Anouar Brahem : musique[14]
- Omar Charni : philosophie et histoire des sciences[16]
- Salem Chouaïb : immunologie[13]
- Ahmed Hasnaoui : philosophie[16]
- Mondher Kilani : anthropologie[16]
- Malika Zeghal : sciences sociales[16]

#### Membres associés de nationalités étrangères
- Alaa al-Aswany (Égypte) : écrivain[15]
- Abdesselam Cheddadi (Maroc) : histoire[16]
- Noam Chomsky (États-Unis) : linguistique[16]
- Fred Donner (en) (États-Unis) : islamologie[17]
- Wajih Kawtharani (Liban) : histoire[16]
- Gudrun Krämer (en) (Allemagne) : islamologie[17]
- Waciny Laredj (Algérie) : roman[15]
- Nacif Nassar (Liban) : philosophie[16]
- Roshdi Rashed (France) : histoire des sciences[13]
- Abou El Kacem Saâdallah (Algérie) : histoire[16]
- Elias Sanbar (Palestine) : sciences politiques[16]
- Hourya Benis-Sinaceur (Maroc) : épistémologie[16]
- André Vauchez (France) : histoire des religions[17]
- Elias Zerhouni (Algérie) : radiologie et génie biomédical[13]

#### Membres honorifiques de nationalité tunisienne
- Ibrahim Chabbouh : archéologie et histoire[18]
- Ahmed Ounaies : diplomatie[18]

#### Membres correspondants
- Mehdi Abdeljaoued : mathématiques et histoire des mathématiques[13]
- Jellal Abdelkafi : architecture, urbanisme et paysagisme[16]
- Habib Ammari : mathématiques appliquées[13]
- Hassen Amri : chimie et physique[13]
- Mehdi Azaiez : études islamiques[17]
- Akissa Bahri : agriculture et eau[13]
- Kamel Barkaoui : informatique fondamentale[13]
- Faouzi Bedoui : études juives et religions comparées[17]
- Ridha Béhi : cinéma[14]
- Ibrahim Ben Mrad : lexicologie et linguistique[15]
- Kamel Ben Ouanès : critique de cinéma[14]
- Francisco Carrillo-Montesinos : sciences sociales[16]
- Amel Chaffaï Hamza : biologie marine[13]
- Faten Chouba : arts plastiques[14]
- Ahmed Djebbar (Algérie) : mathématiques[13]
- Jaime de Ferrà y Gisbert (Espagne) : droits[15]
- Maribel Fierro (Espagne) : histoire[16]
- Wael B. Hallaq (Palestine) : études et civilisation islamique[17]
- Nejmeddine Hentati : histoire arabo-islamique[17]
- Essedik Jeddi : psychiatrie et psychologie clinique[16]
- Mohamed Jmaiel : informatique[13]
- Elyès Jouini : économie et mathématiques[16]
- Hiroshi Kato (Japon) : sciences économiques[16]
- Abdelfattah Kilito (Maroc) : littérature comparée[15]
- Michel Martin Maharbiz (États-Unis) : biologie computationnelle et nanotechnologies[13]
- Philippe Jean-Luc Mayaud (France) : maladies infectieuses et santé reproductive[13]
- Ali Mili : informatique[13]
- Mirlan Namatov (Ouzbékistan) : philosophie[16]
- Leïla Ladjimi-Sebaï (en) : chorégraphie et archéologie[14]
- Isam Shahrour (Palestine) : génie civil, géotechnique et géomécanique[13]
- Abdulkader Tayob (Afrique du Sud) : études et civilisation islamique[17]
- Khalifa Trimèche : mathématiques[13]
- María Jesús Viguera Molins (es) (Espagne) : histoire et langue[15]

## Missions
La mission de l'académie porte surtout sur l'organisation de colloques et réunions entre intellectuels dans les différents domaines relevant de ses attributions, l'encouragement de la recherche scientifique et des échanges culturels et scientifiques, le développement de l'esprit scientifique de la population et l'enrichissement de la langue arabe, le regroupement du potentiel scientifique de la Tunisie, le bon service et usage des sciences et des arts, ainsi que d'autres rôles comme la contribution à la sauvegarde du patrimoine dans les domaines de la recherche et de l'édition, l'élaboration de dictionnaires et d'encyclopédies, la traduction d'ouvrages, l'encouragement à la création et à la diffusion d'« œuvres de l'esprit et de l'art », la présentation d'avis sur les questions relevant de ses attributions et dont elle serait saisie par l'autorité de tutelle, les autres départements ministériels ou toute autre institution.